# John Gamble Kirkwood
John "Jack" Gamble Kirkwood (Gotebo, Oklahoma, 30 de maio de 1907 – New Haven, 9 de agosto de 1959) foi um químico e físico estadunidense, que foi professor da Universidade Cornell, Universidade de Chicago, Instituto de Tecnologia da Califórnia e Universidade Yale.

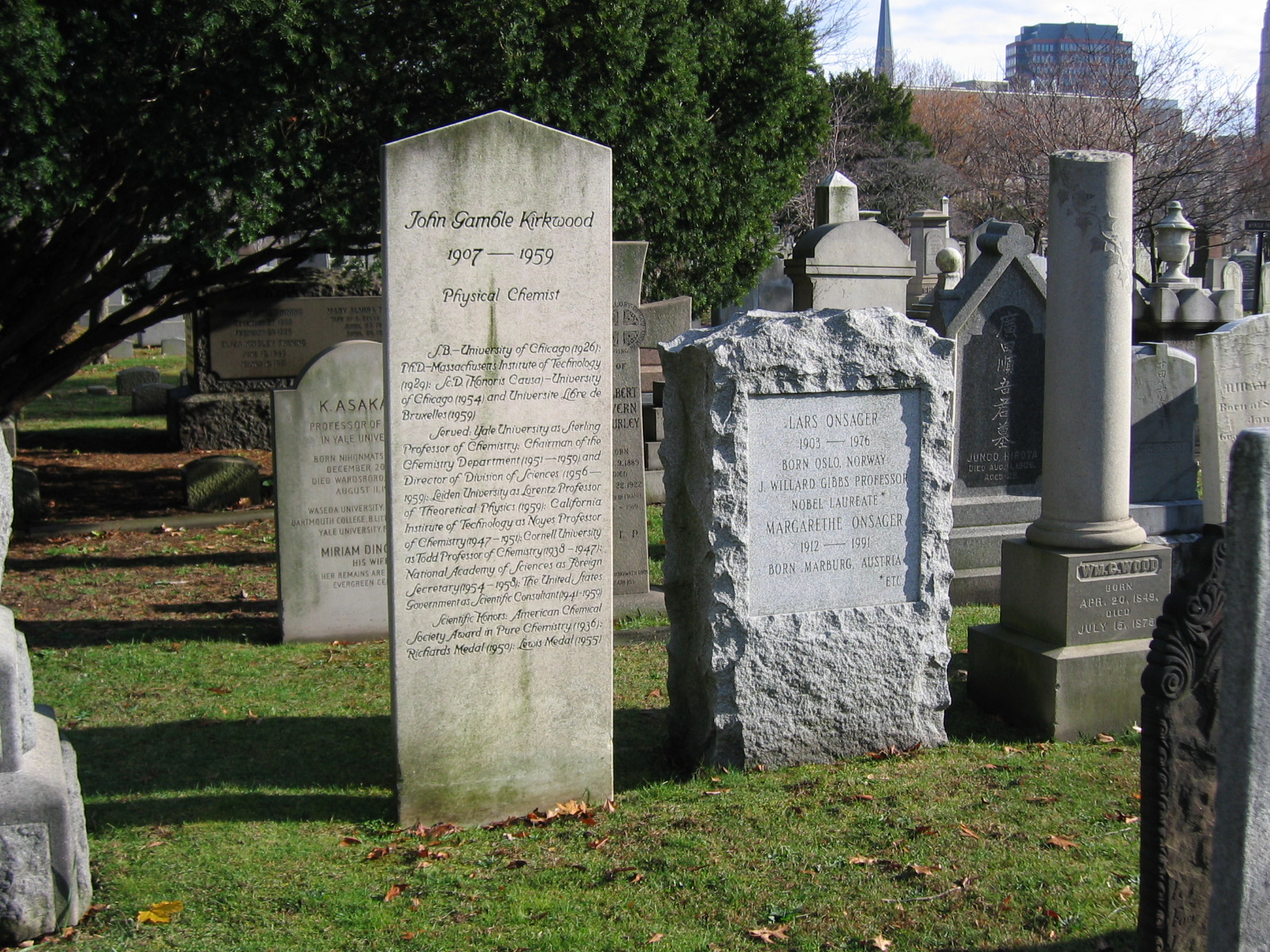
Sepultura de John Gamble Kirkwood, ao lado da sepultura de Lars Onsager

## Formação
Com talento notável em matemática e física, Kirkwood foi persuadido por Arthur Amos Noyes a estudar no Instituto de Tecnologia da Califórnia (Caltech) antes de finalizar o ensino médio. Estudou no Caltech durante dois anos, transferindo-se depois para a Universidade de Chicago, onde obteve o Bachelor of Science em 1926.

## Carreira acadêmica
Kirkwood obteve um bacharelado em física na Universidade de Chicago em 1926, e um Ph.D. em química no Instituto de Tecnologia de Massachusetts (MIT) em 1929, onde trabalhou com Frederick George Keyes. Passou dois anos na Europa, onde trabalhou com Peter Debye e visitou Arnold Sommerfeld.
Retornou para o MIT no período 1932–1934 como Research Associate in Physical Chemistry. Lá, com Frederick George Keyes, foi mentor de Herbert Henry Uhlig, que veio a tornar-se um destacado químico físico, especialista no estudo da corrosão. Kirkwood recebeu o Prêmio Irving Langmuir de 1936. No mesmo ano recebeu o Prêmio ACS de Química Pura.